# Liste des spécialités régionales françaises de produits agricoles vivriers

## Alsace

### Bas-Rhin
- Légumes : chou cabus-quintal de Strasbourg

### Haut-Rhin
- Légumes : carotte de Colmar à cœur rouge

## Aquitaine
- Viandes : porc au grain du Sud-Ouest, porc du Sud-Ouest, veau élevé sous la mère
- Volailles : canard gras du Sud-Ouest

### Dordogne
- Fruits : fraise du Périgord, noix du Périgord
- Légumes : châtaigne du Périgord Limousin, la truffe du Périgord
- Viandes : agneau du Périgord
- Volailles : canard gras du Périgord

### Gironde
- Crustacés : huître d'Arcachon Cap Ferret
- Légumes : asperge du Blayais, cèpe de Bordeaux (Bolletus edulis), carotte de sable, l'artichaut de Macau
- Viandes : agneau de Pauillac, bœuf blond d’Aquitaine, bœuf de Bazas

### Landes
- Fruits : kiwi de l'Adour
- Légumes : asperge des Landes, carotte de sable
- Volailles : canard gras des Landes, volailles des Landes

### Lot-et-Garonne
- Fruits : pruneau d'Agen
- Légumes : tomate de Marmande

### Pyrénées-Atlantiques
- Légumes : piment d'Espelette
- Viandes : bœuf de Chalosse

## Auvergne
- Viande : porc d'Auvergne.

### Allier
- Légumes : girolles
- Fruits :
- Viandes : jambon
- Produits de rivière : écrevisses, truites
- Vins : vins de Saint-Pourçain

### Cantal
- Légumes : lentille blonde de la Planèze de Saint-Flour.
- Viande : viande bovine salers et aubrac (pointe sud-est du département).

### Haute-Loire
- viande : fin gras du Mézenc
- Légumes : lentille verte du Puy

## Basse-Normandie
- Fruits : pomme de Normandie
- Volaille : volailles de Normandie

## Bourgogne

### Côte-d'Or
- Fruits : pruneaux de Vitteaux

### Saône-et-Loire
- volaille de Bresse
- bœuf de Charolles
- navet de Beaubery

## Bretagne

### Côtes-d'Armor
- Fruits et légumes :  artichauts bretons, coco de Paimpol, pomme du pays de Dinan ou belle de fumée
- Produits de la mer : coquille Saint-Jacques (essentiellement de la baie de Saint-Brieuc), huître de Paimpol er de Tréguier, ormeau de Saint-Brieuc ou de la Côte de granit rose

### Finistère
- Légumes : oignon rosé de Roscoff

### Ille-et-Vilaine
- Crustacés : huître de Cancale

## Centre-Val de Loire

### Loir-et-Cher
- Asperges, champignons (girolles, cèpes)

## Corse
- Farine de châtaigne corse

### Haute-Corse
Charcuterie : Figatellu, Lonzu / Coppa
Fomage : Brocciu

## DOM-TOM

### Martinique
- Fruits : banane de Martinique

### Nouvelle-Calédonie
- Légumes : ignames de Nouvelle-Calédonie, taro, banane poingo
- Fruits : avocat de Maré, letchi de Houaïlou
- Viandes, poissons ou fruits de mer : ver de bancoule de Farino, crevette de Nouvelle-Calédonie,  crabe de cocotier, crabe de palétuvier, notou, cerf de Nouvelle-Calédonie, roussettes, popinée, sauteurs
- Autres produits agricoles : vanille de Lifou, miel de Nouvelle-Calédonie

## Haute-Normandie

### Eure
- Légumes : radis violet de Gournay

### Seine-Maritime
Viandes : canard de Rouen

## Île-de-France

### Essonne
- Légumes : potiron rouge vif d'Étampes, mâche verte d'Étampes, chevrier d'Arpajon

### Paris
- Légumes : champignon de Paris

- Vin : clos Montmartre
- Viande : jambon de Paris
- Soupe à l'oignon

### Seine-et-Marne
- Fruits : chasselas de Thomery
- Légumes : carotte de Meaux
- Grandes cultures : graine de moutarde

### Val-d'Oise
- Fruits : cerises de Montmorency
- Légumes : asperges vertes d'Argenteuil

### Yvelines
- Bêtes de basse-cour : poule de Houdan

## Languedoc-Roussillon

### Hérault
- Fruits de mer : huîtres et moules élevées sur table de l'étang de Thau ; bijuts

### Pyrénées-Orientales
- anchois de Collioure
- Pomme de terre primeur du Roussillon

## Limousin
- Viande : bœuf limousin

### Haute-Vienne
- Moutons arédiens (pays de Saint-Yrieix-la-Perche).
- Châtaignes du Limousin (pays des feuillardiers).
- Viande de bœuf limousin.

## Lorraine
- Fruits : mirabelle de Lorraine ;
- Groseille rouge et blanche

### Meurthe-et-Moselle
- Légumes : navet de Nancy
- Fruits : abricot pêche de Nancy, melon de Lunéville

### Meuse
- Truffe de la Meuse

### Moselle
- Fraise de Woippy

### Vosges
- Fruits : bluet des Vosges

## Midi-Pyrénées
- Légumes : ail rose ; asperges blanches du Midi
- Fruits : melon du Quercy ; noix de Quercy ; prunes reine-Claude ;
- Viandes : porcs au grain du Sud-Ouest ; agneaux de lait ; canards gras du Sud-Ouest ; bœuf gascons
- Poissons : truites fario, arc en ciel, saumon de fontaine

### Ariège
- Fruits : lingots de l'Ariège ; cocos de Pamiers

### Aveyron
- Viandes : agneau broutard et de lait

### Gers
- melon de Lectoure
- ail blanc de Lomagne
- Viandes : oie

### Haute-Garonne
- Légumes : ail violet du Cadours.
- Volailles : volailles de Lauragais

### Hautes-Pyrénées
- Viandes : AOC Moutons Barèges-Gavernie ; Porcs noirs du Bigorre ;

- Légumes : le haricot tarbais, l'oignon de Trebons
- Viande : le porc gascon

### Lot
- La truffe.
- La noix.
- Le safran.
- L'agneau fermier du Quercy.
- Seigle dans le Ségala lotois.

### Tarn-et-Garonne
- Fruits : le raisin de table chasselas de Moissac. AOC Cerise de Moissac ;
- Fruits secs : le pruneau d'Agen ; ail de la lomagne, melon.
- Pigeons Montauban.

### Tarn
- Légumes : les respounchous (asperges sauvages), l'ail rose de Lautrec
- Viandes : Volailles fermières du Tarn ;

## Nord-Pas-de-Calais
- Légumes : l'endive ou chicon, la chicorée, la pomme de terre de Merville (IGP)
- La vergeoise (sucre roux de betterave), la chicorée à café

## Pays de la Loire
- le saumon du Val de Loire

### Loire-Atlantique
- Légumes : la carotte nantaise, la carotte guérandaise (variété en extinction), le poireau primeur, la mâche
- le sel et la fleur de sel des marais salants de Guérande
- les sardines de la Turballe
- la salicorne de Guérande

### Maine-et-Loire
- Pommes et poires d'Anjou
- Champignons de Paris
- Race bovine Rouge des prés

### Sarthe
- Volaille : le poulet de Loué

## Picardie

### Aisne
- Légumes : l'artichaut vert de Laon

## Poitou-Charentes
- Légumes : les baraganes (poireau de vigne)
- le beurre Charentes-Poitou

### Charente-Maritime
- les huîtres de Marennes-Oléron
- la pomme de terre de l'île de Ré

### Charente
- Beurre des Charentes.
- Cognac.
- Fromage de chèvre.
- Melons Charentais.

### Deux-Sèvres
- Beurre des Deux-Sèvres.

## Provence-Alpes-Côte d'Azur
- l'huile d'olive de Provence AOC

### Alpes-de-Haute-Provence
- l'huile d'olive de Haute-Provence AOC

### Alpes-Maritimes
- les olives de Nice (AOC), l'huile d'olive de Nice (AOC)

### Hautes-Alpes
- les tourtons
- les oreilles d'âne

### Vaucluse
- Fruits : le melon de Cavaillon, la fraise de Carpentras,
- Légumes : l'asperge verte de Lauris, la truffe

## Rhône-Alpes

### Ain
- Volailles de Bresse
- Écrevisses de Nantua
- Grenouilles des Dombes (cuisses)

### Ardèche
- Viande : Fin gras du Mézenc

### Drôme
- Olives noires de Nyons.
- Volailles de la Drôme

### Isère
- Fruits : les noix de Grenoble

### Rhône
- Légumes : le cardon lyonnais